# Olympia (Manet)
Olympia je slika Édouarda Maneta, ki je bila prvič razstavljena na Pariškem salonu leta 1865 in prikazuje golo žensko (»Olimpijo«), ki leži na postelji in ji služabnica prinaša cvetje. Za Olimpijo je bila model Victorine Meurent in za služabnico umetniški model Laure. Olimpijin konfliktni pogled je povzročil šok in presenečenje, ko je bila slika prvič razstavljena, saj so jo številne podrobnosti na sliki prepoznale kot prostitutko. Francoska vlada je sliko pridobila leta 1890 po javnem naročilu, ki ga je organiziral Claude Monet. Slika je na ogled v Parizu v Musée d'Orsay.

## Vsebina
Kar je šokiralo sodobno občinstvo ni bila Olimpijina golota, niti prisotnost njene popolnoma oblečene služkinje, temveč njen direkten pogled in številne podrobnosti, ki so jo prepoznale kot demimondke  (demi-mondaine) ali prostitutko. Med njimi so orhideja v laseh, njena zapestnica, biserni uhani in orientalski šal, na katerem leži, simboli bogastva in čutnosti. Črni trak okoli njenega vratu, v ostrem nasprotju z njenim bledim mesom in njen odložen copat poudarja razkošno vzdušje. "Olympia" je bilo ime, povezano s prostitutkami v Parizu leta 1860.
Slika je oblikovana po Tizianovi Urbinski Veneri (ok. 1534). Medtem ko je leva roka Tizianove Venere ukrivljena in se zdi, da privablja, se zdi, da Olimpijina leva roka blokira, kar se razume kot simbol za njeno spolno neodvisnost od moških in njeno vlogo prostitutke, ki dovoljuje ali omejuje dostop do njenega telesa v zameno za plačilo. Manet je malega psa (simbol zvestobe) zamenjal s Tizianovo sliko s črno mačko, ki je tradicionalno simbolizirala prostitucijo. Olympia prezirno ignorira rože, ki ji jih je predstavila njena služabnica, verjetno darilo stranke. Nekateri so predlagali, da išče v smeri vrat, kot da je njena stranka nenapovedana.
Slika odstopa od akademskega kanona v slogu, za katerega so značilne široke, hitre poteze krtačk, študijska razsvetljava, ki odpravlja srednje tone, velike barvne površine in plitvo globino. Za razliko od nemotenega idealiziranega nagiba La naissance de Vénus Alexandra Cabanela, ki je bila tudi naslikana leta 1863, je Olympia prava ženska, katere nagost je poudarjena zaradi ostre razsvetljave. Samo platno je 130,5 x 190 cm veliko, kar je precej za to žanrsko slikarstvo. Večina slik, ki so bile te velikosti, so prikazovale zgodovinske ali mitološke dogodke, zato je velikost dela, med drugimi dejavniki, povzročila presenečenje. Končno je Olympia po umetniških standardih tistega časa precej skromna in njeno relativno nerazvito telo je bolj dekliško kot žensko. Charles Baudelaire je mislil, da je suhost bolj neprimerna kot debelost.
Model za Olympijo, Victorine Meurent, je postala samostojna slikarka.

## Precedent
Delno je sliko navdihnila Tizianova Venera iz Urbina (ok. 1538), ki se zgledije po Giorgionejevi Speči Veneri (ok. 1510). Léonce Bénédite je bil prvi umetnostni zgodovinar, ki je izrecno priznal podobnost z Venero iz Urbina leta 1897. Obstaja tudi nekaj podobnosti z Golo majo Francisca Goye (ok. 1800).
Obstajali so tudi slikovni precedensi za golo žensko, ki jo je obiskala črna služabnica, kot je Ingresova Odaliska s sužnjem (1842), Léon Benouville Esther z odalisko (1844) in Odaliska Charlesa Jalaberta (1842). Primerjava je narejena tudi z Ingresovo Veliko odalisko (1814). Za razliko od drugih umetnikov, Manet ni prikazal boginje ali odaliske, ampak prostitutko visokega razreda, ki je čakala na stranko.
- Giorgione, Speča Venera (c. 1510), znan tudi kot Dresdenska Venera
- Tizian, Urbinska Venera (1538)
- Francisco de Goya, Gola maja (circa 1797–1800)
- Jean Auguste Dominique Ingres, Velika odaliska, (1814)

## Reakcija kritikov
Čeprav je leta 1863 Manetov Zajtrk na travi (Le déjeuner sur l'herbe) sprožil polemiko, je njegova Olympia vznemirila še bolj, ko je bila prvič razstavljena na Pariškem salonu leta 1865. Konzervativci so delo obsodili kot »nemoralno« in »vulgarno«. Novinar Antonin Proust se je kasneje spomnil: »Če platno Olympije ni bilo uničeno, je to le zaradi varnostnih ukrepov, ki jih je sprejela uprava«. Kritiki in javnost so delo obsodili enako. Celo Émile Zola se je zadržal z nespodobnim komentarjem o formalnih lastnostih dela, namesto da bi priznal temo: »Želeli ste akt in izbrali ste Olympio, prvo, ki je prišla mimo«. Kljub temu pa je izrekel priznanje Manetovi poštenosti: »Ko nam naši umetniki dajo Venere, popravljajo naravo, lažejo. Édouard Manet se je vprašal, zakaj bi lagal, zakaj ne bi povedal resnico in nam predstavil Olympijo, to fille našega časa, ki jo srečaš na pločnikih«.

### Olimpijina služabnica
Čeprav je bila prvotno spregledana, je figura služkinje na sliki, za katero je bila model ženska po imenu Laure, postala tema razprav med sodobnimi znanstveniki. Kot pripoveduje T. J. Clark o neverenem prijatelju v revidirani verziji The Painting of Modern Life iz leta 1990: »pisali ste o beli ženski na postelji na petdeset straneh in še več in skoraj niste omenjali črne ženske poleg nje«. Olympia je nastala 15 let po ukinitvi rasnega suženjstva v Franciji, vendar so se rasistični stereotipi nadaljevali. V nekaterih primerih je bela prostitutka na sliki opisana z rasističnim jezikom. »Sklicevanje na črnino je tako vdrla v podobo bele Olimpije, ki jo je spremenila v karikaturno in groteskno žival, ki so jo črni ljudje pogosto predstavljali v 19. stoletju«.
Mnogi kritiki so pohvalili Maneta v njegovi uporabi bele in črne na sliki, alternativi tradiciji chiaroscura. Charles Bernheimer je dejal:
Črna služkinja ni [...] preprosto temno obarvana nasprotnica Olimpijine beline, temveč je simbol temne, grozeče, nenavadne spolnosti, ki se skriva pod Olympijino roko. Vsaj, to je fantazija, ki jo je podoba Manetove služabnice lahko vzbudila pri moškem gledalcu leta 1865.
Črne feministke so zavrnile njegovo pisanje in trdile, da Manet ni vključil Laure, ampak da bi ustvaril ideološko binarno črno-belo, dobro in slabo, čisto in umazano ter »neizogibno preoblikuje kartezijsko perspektivno logiko, ki omogoča delovanje beline kot edini predmet presoje. »Ko se seznani s svetlejšo barvo kože, črni ženski model predstavlja označevalca za vse rasne stereotipe zahoda.«

### Konfliktni pogled in opozicijski pogled
V eseju Lorraine O 'Grady z naslovom Olympijina služabnica: Obnavljanje črne ženske subjektivnosti, trdi, da je »Služabnica kot vsi drugi periferni črni", robot, ki je narejen tako, da izgine v ozadju. Medtem ko se konfliktni pogled na Olimpijo pogosto omenja kot vrhunec kljubovanja patriarhatu, se opozicijski pogled služkinje ne upošteva; je del ozadja z malo ali nič pozornosti, ki je kritična vloga njene prisotnosti.«
O'Grady opozarja, da vemo, da predstavlja 'Jezebel in mamico' in najboljše od vsega je, da ni prava oseba ..., temveč je predmet objektivizirane in izključene iz spolne razlike po Freudovski teoriji. Medtem ko Olympia gleda naravnost v gledalca, tudi njena služkinja gleda nazaj. Catherine West v svojem eseju Mamica, Jezebel, Sapphire in njihova domača dekleta: razvijanje opozicijskega pogleda na podobe črnih žensk ugotavlja, da lahko s trditvijo o opozicijskem pogledu identificiramo, kritiziramo, upiramo in spreminjamo te in druge zatiralske podobe črne ženske.

### Dogodki
Januarja 2016 je luksemburški performerka Deborah De Robertis položila na tla pred sliko in posnemala predstavo, nato pa so varnostniki zaprli sobo in policija jo je aretirala.

## Pokloni
- Moderna Olimpija , Paul Cézanne, c. 1873/74.
- Odaliska I. pogled na Manetovo Olympio in  The Family, Louis le Brocquy.
- Portret (Futago), Yasumasa Morimura.
- Somms Recreating Old Masters: Serija 1, Mark Shipway, c. 2015.